# Nonagria agrapta
Nonagria agrapta là một loài bướm đêm trong họ Noctuidae.